# Cymodoce gaimardii
Cymodoce gaimardii är en kräftdjursart som först beskrevs av H. Milne Edwards 1840.  Cymodoce gaimardii ingår i släktet Cymodoce och familjen klotkräftor. Inga underarter finns listade i Catalogue of Life.